# Навохоа
Навохоа (исп. Navojoa) — город в Мексике, штат Сонора, входит в состав одноимённого муниципалитета и является его административным центром. Численность населения, по данным переписи 2020 года, составила 120 926 человек.

## Общие сведения
Название Navojoa с языка индейцев майо можно перевести как — дом опунций (Navo — опунция, Jova — дом).
Ещё до испанского вторжения долина была заселена народом Майо. Рядом с рекой Майо, на которой стоит город, находятся несколько геоглифов.
В 1533 году состоялась первая экспедиция во главе с Диего де Гусманом, посетившая долину, а уже в 1610 году прибыл миссионер-иезуит Андрес Перес де Ривас для евангелизации местного населения. В 1907 году была построена железнодорожная станция, что привело к бурному росту Навохоа.
Из-за расстояния, отделяющего Навохоа от Мехико, долгое время регион был без внимания руководства страны, особенно во время борьбы за независимость в начале XIX века. Однако город приобрёл некоторую важность после мексиканской революции 1910 года. Мексиканский революционер Альваро Обрегон родился в маленьком городке рядом с Навохоа. Когда он стал президентом Мексики, он начал внедрять в долину современные методы сельского хозяйства и сделал её одной из самых процветающих в Мексике.
В июле 1923 года Навохоа был присвоен статус города.
Город находится на юге штата в 680 км от границы с американским штатом Аризона.

## Демография
Навохоа — пятый по размеру город в Соноре (после Эрмосильо, Сьюдад-Обрегона, Ногалеса и Сан-Луис-Рио-Колорадо) с численностью населения около 144 598 человек.
По состоянию на 2005 год доход на душу населения в муниципалитете Навохоа составлял $7915, а индекс развития человеческого потенциала был 0,8251.

## Города-побратимы
- Испания: Альмерия
- Мексика: Мехикали
- США: Санта-Фе-Спрингс